# Petrovmeer
Het Petrovmeer (Kirgizisch: Петров көлү; Russisch: Озеро Петрова) is een gletsjermeer in de oblast Ysykköl van Kirgizië en ligt orografisch gezien in het centrale deel van de Tiensjan. Het meer valt binnen het natuurreservaat Zapovednik Saryčat-Ertaš. Het Petrovmeer neemt qua oppervlakte toe wegens afsmelting van de gletsjer en is sinds de eerste meting in 1911 (0,2-0,3 km²) gegroeid tot 3,8 km² in 2006. Het water wordt vastgehouden door de eindmorene van de terugtrekkende Petrovgletsjer die een natuurlijke dam vormt. Het meer heeft een kleine uitlaat, het riviertje Kumtor, een zijrivier van de Grote Naryn, waarvan het water uiteindelijk in het Aralmeer stroomt.